# Остання відповідь
«Оста́ння ві́дповідь» (англ. The Last Answer) — науково-фантастичне оповідання американського письменника Айзека Азімова, вперше опубліковане у січні 1980 року в журналі Analog Science Fiction and Fact. Увійшло до збірок «Вітри перемін та інші історії» (1983), «Сни робота» (1986).

## Сюжет
Атеїст фізик Мюррей Темплтон помирає від серцевого нападу. Голос повідомляє йому, що він вибраний, щоб продовжити своє існування у вигляді електромагнітного сигналу.
Голос розповідає, що це він створив Всесвіт, тобто, відповідає людським уявленням про Бога. Також Голос має нескінченні знання, і якщо він до чогось ще не додумався, то легко може це надолужити. Ціллю створення Всесвіту є розвиток розумних форм життя, деякі з яких відбираються після своєї смерті Голосом, щоб існувати вічно і дивувати його своїми думками. Для цього Голос надаватиме по їхньому запиту всю необхідну інформацію.
Фізик роздратований затією вічно думати із єдиної причини, щоб розважити істоту, здатну легко придумати все власними зусиллями.
Голос запевняє фізика, що не дозволить йому не думати і врешті-решт якась із його думок зацікавить Голос.
Роздратований Мюррей, виходячи із божественної сутності Голоса, повідомляє йому, що той не знає як його створили, а отже не може знати як себе знищити. Мюррей погрожує думати тільки над цим запитанням.
Така відповідь викликає схвалення Голосу, який зізнається, що всі відібрані ним особи, урешті-решт починають думати над цим питанням. І воно є єдиним, яке його насправді цікавить.